# Dogo

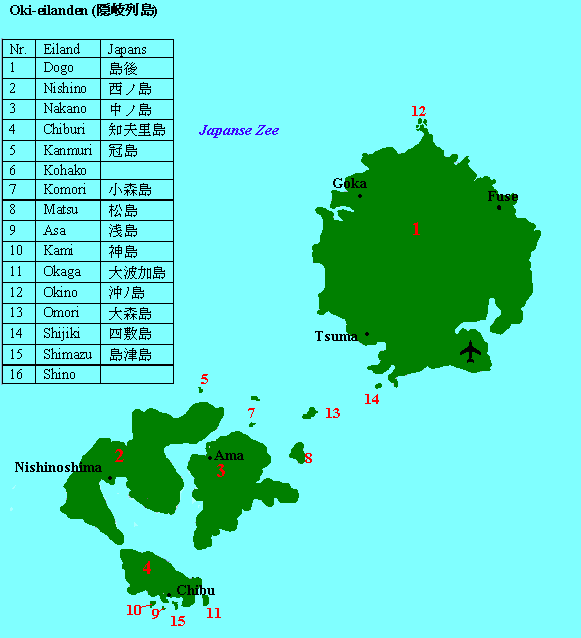
Okiöarna

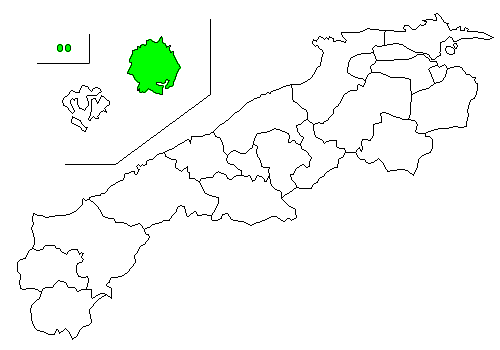
Dōgo lägeskarta

Dogo (japanska  (島後?) Dōgo, ofta även Okinoshima efter huvudorten) är huvudön bland Okiöarna i sydvästra Japanska havet som tillhör Japan.

## Geografi
Dogo ligger cirka 80 kilometer nordöst om Honshūön.
Ön är av vulkaniskt ursprung och har en areal om ca 242,9 km². Den är cirkelformad med en diameter på ca 20 km. Den högsta höjden är Daimanji-San på cirka 608 m ö.h.
Befolkningen uppgår till ca 17 000 invånare fördelade på huvudorten Saigō på öns sydöstra del och de större byarna Kitagata (även Goka), Fuse och Tsuma. Förvaltningsmässigt utgör hela ön tillsammans med kringliggande småöar som bl.a. Okina-shima, Obana-shima, Tsuname-shima, Shijiki-jima och Ombe-shima området Okinoshima-chō (Okinoshima-stad) och tillhör Shimane prefekturen, staden förvaltar ensidigt även de omstridda Liancourt Rocks.
Öns flygplats Oki Kūkō (Oki Airport, flygplatskod "OKI") har kapacitet för lokalt flyg och ligger på den sydvästra delen, det finns även regelbundna färjeförbindelse med hamnstäderna Matsue och Yonago på fastlandet.

## Historia
Det är osäkert när Okiöarna upptäcktes men de har varit bebodda sedan flera tusen år och omnämns redan böckerna Kojiki och Nihonshoki.
Redan under Naraperioden på 700-talet användes öarna som exilort. I slutet på 1100-talet skickades kejsare Go-Toba i exil på Dōgo till sin död år 1239
Sedan Kamakuraperioden i slutet på 1100-talet förvaltades området som "Oki no kuni" (Oki-provins) av en shugo (guvernör) från Izumoprovinsen.
Från Ashikagaperioden i mitten på 1300-talet och fram till Sengokuperioden i slutet på 1500-talet styrdes området av olika klaner.
Under Edoperioden tog Tokugawaklanen makten och området underställdes Shogunen. Öarna var under denna tid mellanlandningsplats för handelsfartyg till övriga Asien.
1871 blir öarna först del i Tottori prefekturen och övergår 1881 till Shimane prefekturen.
1906 besöks Dogo av den amerikanske naturhistorikern och iktyologen Charles Henry Gilbert under dennes forskningsresa i norra Stilla havet med ångfartyget Albatross.
1921 byggs den 109 m höga fyren "Saigo Misaki" på öns sydöstra del, fyren var fram till 1950 den enda fyren i hela Okiöarna.
Den 1 oktober 2004 infördes den nuvarande förvaltningsstrukturen med distrikt och stad och staden Saigō och byarna Fuse, Goka och Tsuma slogs ihop till förvaltningsenheten Okinoshima-stad även om orterna finns kvar som enskilda städer. Okinoshima betyder "öarna Oki" på japanska och är det traditionella namnet för alla Okiöarna, inklusive Nishinoshima, Nakanoshima, och Chiburijima.